# Osgan Efendi

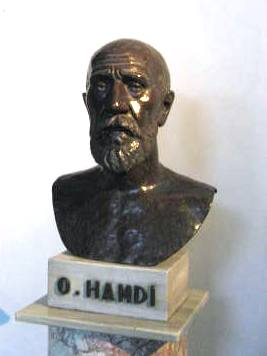
Büste des Osman Hamdi Bey von Osgan Efendi

Osgan Efendi, geboren als Yervant Hagopi Voskan (armenisch Երվանդ Հակոբի Ոսկան; * 1855 in Istanbul; † 1914 ebenda) war ein osmanischer Maler, Bildhauer und Dozent armenischer Abstammung. Er war zu seiner Zeit der einzige Bildhauer im Osmanischen Reich.

## Leben
Yervant Voskan wurde in Istanbul als Sohn des Hagop Vosgan (1825–1907) und Enkel des Voskan Gotogyan aus Erzurum geboren, der Gießer im Kaiserlichen Münzamt war. Nachdem Yervant seine Grundschulbildung von seinem Vater erhalten hatte, besuchte er die Armenisch-Katholische Makruhyan-Schule in Beşiktaş. Im Jahre 1866 ging er nach Venedig, um an der Murad-Raphaelian-Schule zu studieren. Er begann am 1. März 1883 an der Mekteb-i Sanayi-i Nefise-i Şâhâne (Schule der Schönen Künste) Bildhauerei zu unterrichten. Zu dieser Zeit war er der erste und einzige Lehrer für Bildhauerei im Osmanischen Reich.
Zusammen mit Osman Hamdi Bey betrieb Osgan Efendi die ersten wissenschaftlich basierten archäologischen Forschungen in der Geschichte des Osmanischen Reiches. Seine Forschungen umfassten das Grabheiligtum am Nemrut Dağı (Kommagene) in Südost-Anatolien. Osgan Efendi war der Restaurator des Alexandersarkophags. Im Jahre 1908 nahm er Abschied von der Akademie, sechs Jahre später starb er.

## Veröffentlichungen
- mit Osman Hamdi Bey: Le tumulus de Nemroud-Dagh. Voyage, description, inscriptions. Musée Impérial Ottoman, Constantinople / Loeffler, Pera 1883 (Digitalisat; Nachdruck Arkeoloji ve Sanat Yayınları, Istanbul 1987).